# Музей Иво Андрича
Музей Иво Андрича (серб. Музеј Иве Андрића) —  дом-музей, посвящённый югославскому писателю Иво Андричу, лауреату Нобелевской премии. Расположен в городе Белграде, Сербия.

## История и описание
Иво Андрич поселился в доме в 1958 году после завершения своей дипломатической карьеры, а 10 октября 1976 года, в день его рождения, спустя полтора года после смерти писателя, открылся музей. В доме сохранена атмосфера жизни и быта писателя, представлен его жизненный путь.
Улица Андричев венац, на которой находится его дом, названа в честь писателя. 
Музей входит в состав музея города Белграда.